# Eva Rottmann
Eva Rottmann (* 1983 in Würzburg) ist eine deutsche Autorin und Theaterschaffende.

## Leben
Eva Rottmann wuchs in Wertheim auf. Von 2004 bis 2008 studierte sie an der Zürcher Hochschule der Künste Theaterpädagogik. Während ihres Studiums entwickelte sie zahlreiche Theaterprojekte, vor allem mit Jugendlichen. 2007 nahm sie an dem ASSITEJ-Programm „Schreib für die Bühne“ teil und schrieb das Stück „Eidechsen und Salamander“, das mit dem Kathrin-Türks Preis 2008 ausgezeichnet wurde. Es folgte eine Teilnahme am Stücklabor Theater Basel, wo ihr Stück „Skills“ mit dem Publikumspreis ausgezeichnet wurde. Mit „Unter jedem Dach“ war sie 2010 zum Heidelberger Stückemarkt eingeladen und gewann dort den Publikumspreis. Ihr Stück „Die mich jagen“ war 2012 für den Deutschen Jugendtheaterpreis nominiert. 2015 erschien das Kinderbuch „Goldkind“ im mixtvision Verlag. 2019 war sie mit „Die Eisbärin“ für die Mülheimer Kinderstücke nominiert. 2021 erschien ihr Jugendbuchdebüt „Mats & Milad / oder: Nachrichten vom Arsch der Welt“. 2022 folgte das Kinderbuch „Die Prinzessin, die auszog, den Prinzen zu retten“ und 2023 ihr zweiter Jugendroman „Kurz vor dem Rand“.
Im Herbst 2024 erschien der Kurzgeschichtenband „Fucking fucking schön“, welcher in zehn Kurzgeschichten von den ersten sexuellen Erfahrungen und Liebeserlebnissen einer Gruppe Jugendlicher erzählt, darunter Figuren aus „Kurz vor dem Rand“. Sie thematisiert darin die Komplexität von Erwartungen, Unsicherheiten und persönlichen Wünschen. Eine Übersichtskarte illustriert die vielfältigen Beziehungen der Charaktere und ermöglicht, deren Geschichten aus unterschiedlichen Perspektiven nachzuvollziehen. Rottmann zielt mit ihrem Buch darauf, sich weniger von gesellschaftlichen Erwartungen und mehr von den eigenen Gefühlen leiten zu lassen.
Rottmann hat zwei Kinder und lebt in Zürich.

## Werke

### Theaterstücke
- Eidechsen und Salamander[4], UA: 18. Juni 2009, Burghofbühne Dinslaken, Regie: Stefan Ey
- Skills, Werkstattinszenierung 6. Juni 2009, Theater Basel, Regie: Carla Haas
- Unter jedem Dach, UA: 3. Dezember 2010, Theater Heidelberg, Regie: Dominik Schnitzler
- Die mich jagen, UA: 6. Mai 2011, Theater Baden Baden, Regie: Laura Huonker
- Blauer als sonst, UA: 11. Mai 2011, Schauspielhaus Zürich, Regie: Steffen Pietsch
- Die toten Tiere, UA: 19. Januar 2013, Theater Konstanz, Regie: Oliver Vorwerk
- Pocahontas 2015 (Show must go on), UA: 15. März 2015, Theater Baden Baden, Regie: Jule Kracht
- Wälder im Frühling, frei zur UA
- Die Eisbärin, UA: 27. September 2018, Theater Kanton Zürich, Regie: Klaus Hemmerle
- Paul, UA: 21. September 2020, Theater Kanton Zürich, Regie: Klaus Hemmerle
- Nora Nora Nora, UA: 21. Mai 2021, Kleintheater Luzern

### Radiohörspiele
- Unter jedem Dach, SRF 2011, Hörspiel-Bearbeitung und Regie: Anina La Roche[5]
- Aus dem Tagebuch eines Geheimagenten, SRF 2013, Regie: Elena Rutman
- Piratechind, SRF 2014, Regie: Elena Rutman

### Kinder- und Jugendbücher
- Goldkind, Kinderbuch, mixtvision Verlag, München 2015, ISBN 978-3-95854-029-3[6]
- Mats & Milad / oder: Nachrichten vom Arsch der Welt, Jacoby und Stuart, Berlin 2021, ISBN 978-3-96428-096-1
- Die Prinzessin, die auszog, den Prinzen zu retten, Jacoby und Stuart, Berlin 2022, ISBN 978-3-96428-133-3
- Kurz vor dem Rand, Jugendroman, Jacoby und Stuart, Berlin 2023, ISBN 978-3-96428-188-3
- Fucking fucking schön, Das erste Mal in 10 kurzen Geschichten, Jacoby und Stuart, Berlin 2024, ISBN 978-3-96428-243-9

## Auszeichnungen

### Preise
- 2003: Kulturpreis der Stadt Wertheim
- 2008: Kathrin-Türks-Preis für „Eidechsen und Salamander“
- 2009: Deutsch-Niederländischer Preis Kaas und Kappes für „Eidechsen und Salamander“
- 2009: Publikumspreis des Stück Labor Theater Basel für „Skills“[7]
- 2010: Publikumspreis Heidelberger Stückemarkt für „Unter jedem Dach“[8]
- 2010: Preis der Schweizerischen Autorengesellschaft für „Unter jedem Dach“
- 2012: Deutsch-Niederländischer Preis Kaas und Kappes für „Blauer als sonst“
- 2012: Baden Württembergischer Jugendtheaterpreis für „Skills“[9]
- 2015: Kulturförderpreis der Stadt Basel mit der Plattform „Firma für Zwischenbereiche“[10]
- 2020: Förderungsbeitrag „100 neue Stücke für ein großes Publikum“ des Deutschen Literaturfonds
- 2021: Anerkennungsbeitrag der Fachstelle Kultur Zürich für „Mats & Milad oder: Nachrichten vom Arsch der Welt“
- 2022: KIMI-Siegel für Vielfalt in Kinder- und Jugendbüchern für „Mats & Milad oder: Nachrichten vom Arsch der Welt“
- 2023: Liste der besten 7 des Deutschlandfunks (Oktober und November) für „Kurz vor dem Rand“
- 2023: Literarische Auszeichnung der Stadt Zürich für „Kurz vor dem Rand“
- 2023: Luchs des Monats (Dezember) für „Kurz vor dem Rand“
- 2024: Deutscher Jugendliteraturpreis in der Kategorie Jugendbuch für „Kurz vor dem Rand“
- 2024: Luchs des Monats (Dezember) für „Fucking fucking schön“
- 2024: Luchs des Jahres für die Kurzgeschichtensammlung Fucking fucking schön[11]
- 2025: Schweizer Kinder- und Jugendbuchpreis für "Fucking fucking schön".[12]
- 2025: Anerkennungsbeitrag des Kantons Zürich für "Fucking fucking schön"[13]

### Nominierungen & Stipendien
- 2009: Teilnahme am Stücklabor Theater Basel
- 2010: Auswahlliste Deutscher Jugendtheaterpreis für „Eidechsen und Salamander“
- 2011: Auswahl für den UniT Schreibworkshop zum Retzhofer Dramapreis Graz
- 2011: Einladung zu den Autorentagen der Theater St. Gallen und Konstanz für „Die toten Tiere“
- 2012: Nominierung Deutscher Jugendtheaterpreis für „Die mich jagen“[14]
- 2015: Empfehlungsliste Nachwuchspreis der Deutschen Akademie für Kinder- & Jugendliteratur für „Goldkind“
- 2016: Auswahlliste Kaas und Kappes für „Pocahontas 2015 (Show must go on)“
- 2016: Werkbeitrag der Stadt Basel für „Mats und Milad“
- 2017: Nominierung Das Goldene Krönli für das SRF-Hörspiel „Piratechind“
- 2019: Nominierung Mülheimer Kinderstückepreis für „Die Eisbärin“
- 2021: Nominierung Korbinian - Paul-Maar-Preis für „Mats & Milad / oder: Nachrichten vom Arsch der Welt“
- 2022: Kranichsteiner Jugendliteratur-Stipendium für „Mats & Milad / oder: Nachrichten vom Arsch der Welt“
- 2024: Nominierung Schweizer Kinder- und Jugendbuchpreis für „Kurz vor dem Rand“
- 2024: Deutscher Jugendliteraturpreis für „Kurz vor dem Rand“
- 2025: Deutscher Jugendliteraturpreis (Jugendjury) für „Fucking fucking schön“[15]
- 2025: Nominierung Schweizer Kinder- und Jugendbuchpreis für "Fucking fucking schön"[16]